# Arroyo Concepción (Misiones)
El arroyo Concepción es un curso de agua ubicado en la provincia de Misiones, Argentina que desagua en el río Uruguay.
El mismo nace cerca de la ciudad de Concepción de la Sierra y marca el límite entre los departamentos de Concepción y Apóstoles en casi todo su curso.
- Datos: Q5705613